# Scary Larry
Larry e os Sinistros (Scary Larry, no original) é uma série de desenho animado francês, do gênero comédia musical, baseada na história em quadrinhos Little Gloomy. Foi produzida pela Genao Productions e exibida de 10 de setembro de 2012 a 13 de maio de 2013. No Brasil a série foi exibida pelo canal pago Gloob.
Os personagens principais Larry e Victoria são dublados pelos cantores Fiuk e Manoela Gavassi no estúdio Unidub.

## Enredo
Larry é um lobisomem adolescente cujo sonho é se tornar um astro da música monstruosa; em busca de seu sonho e para conseguir pagar contas, forma uma banda junto com seus melhores amigos (Larry e os Sinistros) e farão de tudo para se tornar bem-sucedido.

## Personagens
- Larry é o líder da banda Larry e os Sinistros, um lobisomem ativo e guitarrista.

- Victoria é uma vampira co-líder da banda e vocalista, frequentemente briga com Larry.

- Frank é um Frankenstein. Apesar de não ser muito inteligente, atua como baterista da banda.

- Cleo é uma múmia melhor amiga de Victoria e baixista da banda.

- Carlito é um polvo-monstro e o tecladista da banda.